# Jardín medieval de la Commanderie de Sallebruneau
El Jardín medieval de plantas aromáticas y medicinales de la Commanderie de Sallebruneau (francés : Jardin médiéval de plantes aromatiques et medicinales de la Commanderie de Sallebruneau ) es un castillo e iglesia del siglo XIII, con un jardín botánico de plantas aromáticas y medicinales empleadas en tiempos medievales, a un costado de las estructuras, de propiedad privada administrado por la « Association Recherches Archéologiques Girondines », situado en Frontenac, Francia. 
La iglesia así como la Commanderie de Sallebruneau de los caballeros templarios, están clasificados con el título de monuments historiques por el « Ministère de la Culture et de la Communication » (Ministerio de la Cultura y la Comunicación) de Francia el 22 de diciembre de 1987.

## Localización
Commanderie de Sallebruneau Avenue du Château, Code Postal 33650 Frontenac, département de Gironde, Aquitaine France-Francia. 
Planos y vistas satelitales, 44°43′51.26″N 0°07′22.67″O / 44.7309056, -0.1229639
Está abierto al público en los meses cálidos del año todos los días.

## Historia
La commanderie (Comandancia) fue fundada en 1214 por los Templarios, no había en ese momento nada más que una iglesia. En 1280, el comandante es el Caballero Jean Greilly, señor de Benauges y Castillon, que se comprometió ese año a donar a su muerte la Comandancia a la Orden de San Juan de Jerusalén. 
Sin embargo, sin esperar a la fecha límite, el regalo se hizo efectivo y validado en una Carta de 1297, John Greilly da voluntariamente la jurisdicción de Sallebruneau a su amigo Guillaume de Villaret que se convirtió entonces en Gran Maestre de la Orden. 
Luego, en 1477, la jurisdicción de Sallebruneau se adjuntó a la de Burdeos, a fin de protegerlo de las tentativas de recuperación por la fuerza, por los señores de Rauzan, entonces hostiles a los Caballeros de San Juan.
Esta rivalidad durará varias décadas. Entonces tierras de Sallebruneau fueron devastadas durante las Guerras de Religión, y dejaron en ruinas al castillo.

## Posesiones
La Commanderie (Comandancia) incluye una iglesia, un castillo y un jardín de plantas medicinales.
Creció progresivamente a través de diversas donaciones de los señores de vecinaje: la tierra de Buxs en 1280, el molino de Frontenac y el territorio de la Motte-Lucran en 1283. 
De Sallebruneau dependían también los señoríos espirituales de Buch y Mauriac, así como los feudos ubicados en Aubèze Frontenac y Saint Léger.

## La iglesia
Con una sola nave rectangular separada del coro por un arco que cae sobre algunas columnas. Todo lo que queda de ellos son los extremos (bases y capitales). 
El ábside es plano y tiene tres ventanas de medio punto que da la luz al coro. Se apoya en tres contrafuertes, el de en medio esta en el centro y recibe así la ventana central. 
La espadaña tiene dos ventanas de ancho completo. Esta iglesia fue utilizada en siglo XIX como iglesia parroquial.

## El "château"
El castillo se apoya a la capilla y tiene aproximadamente el mismo tamaño que ésta. 
Su principal característica es la torre cuadrada situada al noroeste. 
Tenía dos plantas con saeteras cruciformes incluidas en el sistema de defensa de la Comandancia. En la planta baja, se ve una pequeña sala abovedada que probablemente sirvió como cárcel.

## El jardín medieval
Al costado del edificio en la parte comunitaria de las estructuras, el jardín medieval de Sallebruneau presenta más de cincuenta especies registradas de acuerdo a sus propiedades o usos medicinales. 
Mezcla las utilidades con el placer en un todo homogéneo hecho según olores, colores y sabores. 
Los sentidos se ponen a prueba durante la visita: 
- Las fragancias con plantas aromáticas,
- El color de las plantas para tintes
- Las plantas de uso medicinal.

La exposición botánica se acompaña de un etiquetado explícito y se mencionan para cada planta el nombre común, el nombre oficial y el nombre popular. Este último a menudo evoca las características de la planta. 
Este pequeño viaje iniciático de la flora medieval incita al visitante a una reflexión sobre la protección y la comprensión de la flora.
Entre las especies, Artemisia absinthium, Acanthus mollis, Achillea millefolium, Agrimonia eupatoria, Physalis alkekengi, Anethum graveolens, Angelica archangelica, Artemisia vulgaris, Atriplex hortensis, Artemisia abrotanum, Tanacetum balsamita, Arctium lappa, Hypericum perforatum , Verbascum, Myrtus communis, Agrostemma githago, Nigella sativa, Origanum vulgare, Sedum album, Urtica dioica, Rumex, Isatis tinctoria, Petroselinum crispum, Vinca minor, Sanguisorba minor, Cicer arietinum, Ricinus communis, Salvia rosmarinus, Ruta graveolens, Santolina chamaecyparissus, Saponaria officinalis, Satureja hortensis, Salvia officinalis, Salvia sclarea, Polygonatum officinale, Calendula officinalis, Tanacetum vulgare, Thymus vulgaris, Verbena officinalis

Algunas vistas de la "Commanderie de Sallebruneau". 

Detalles
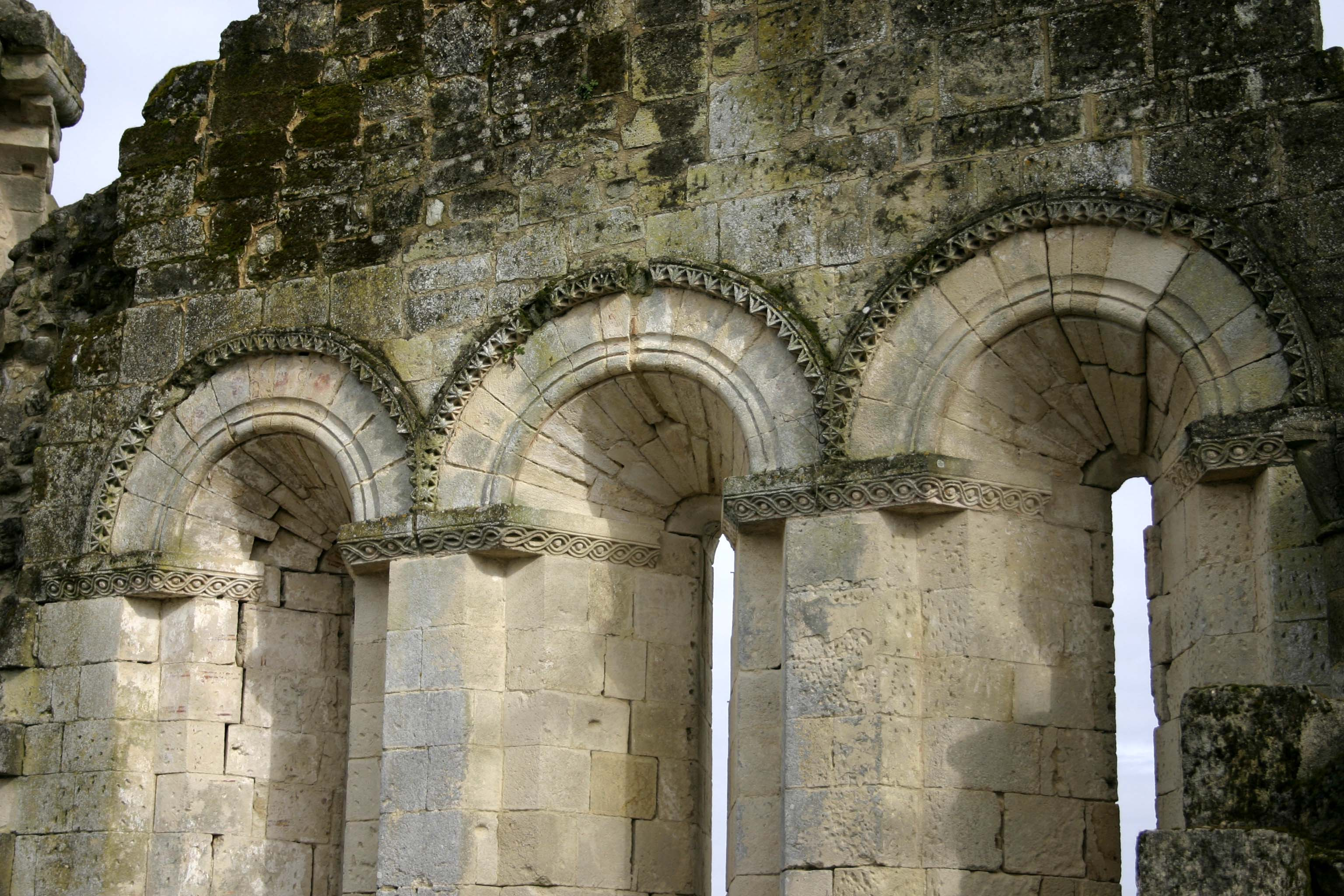
Ábside de la iglesia
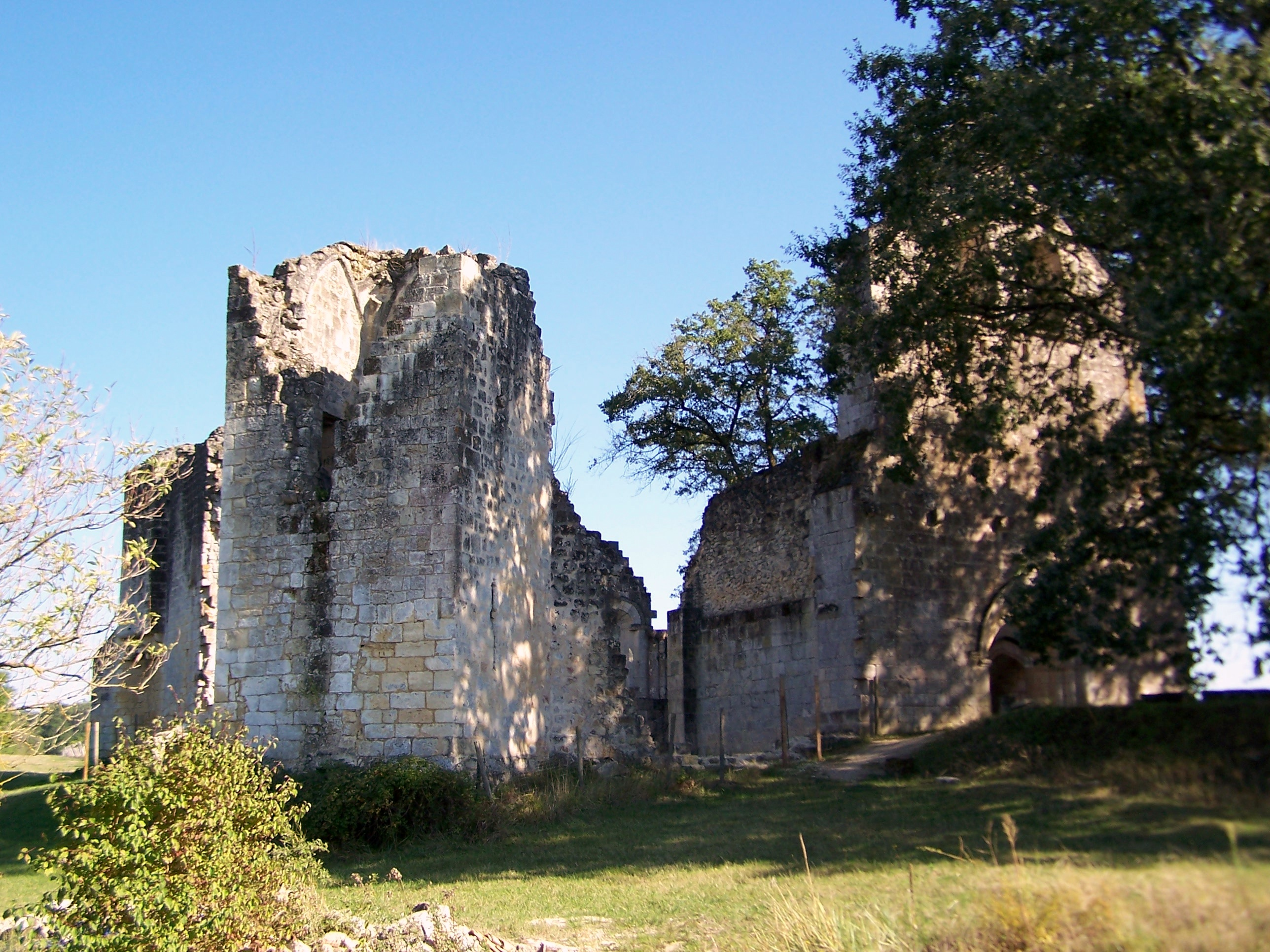
Fachadas oeste y norte
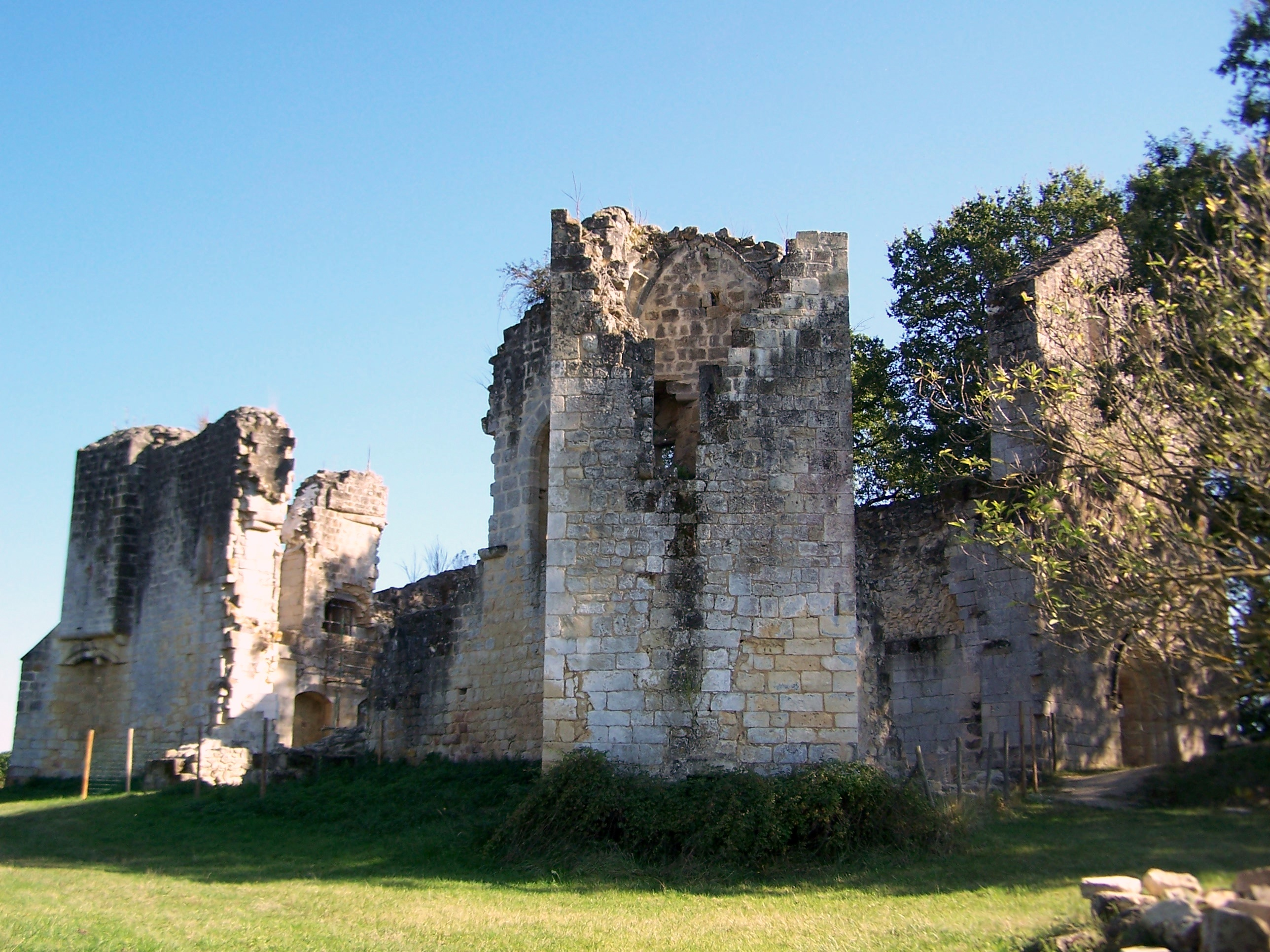
Fachada norte
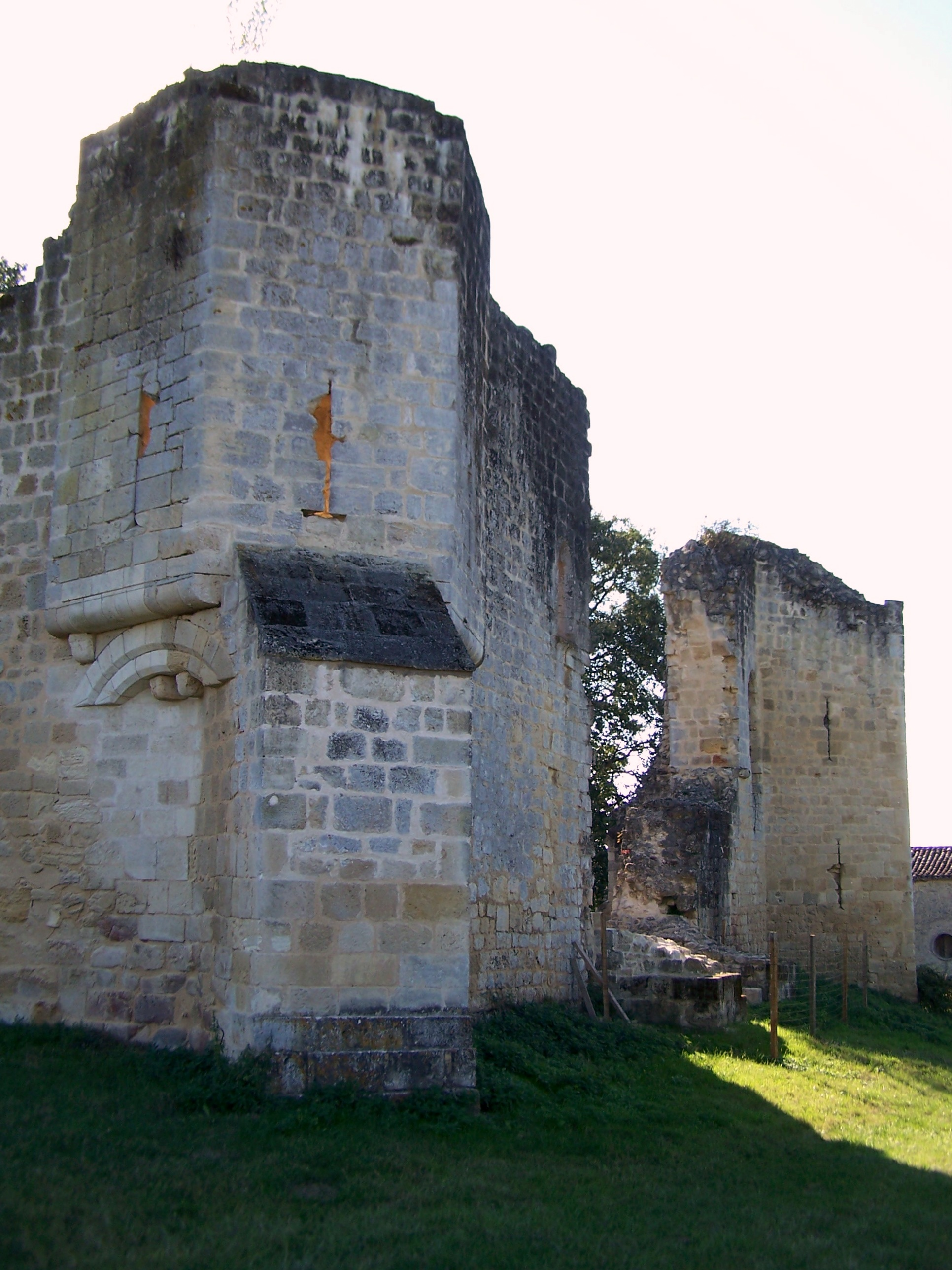
Fachada norte
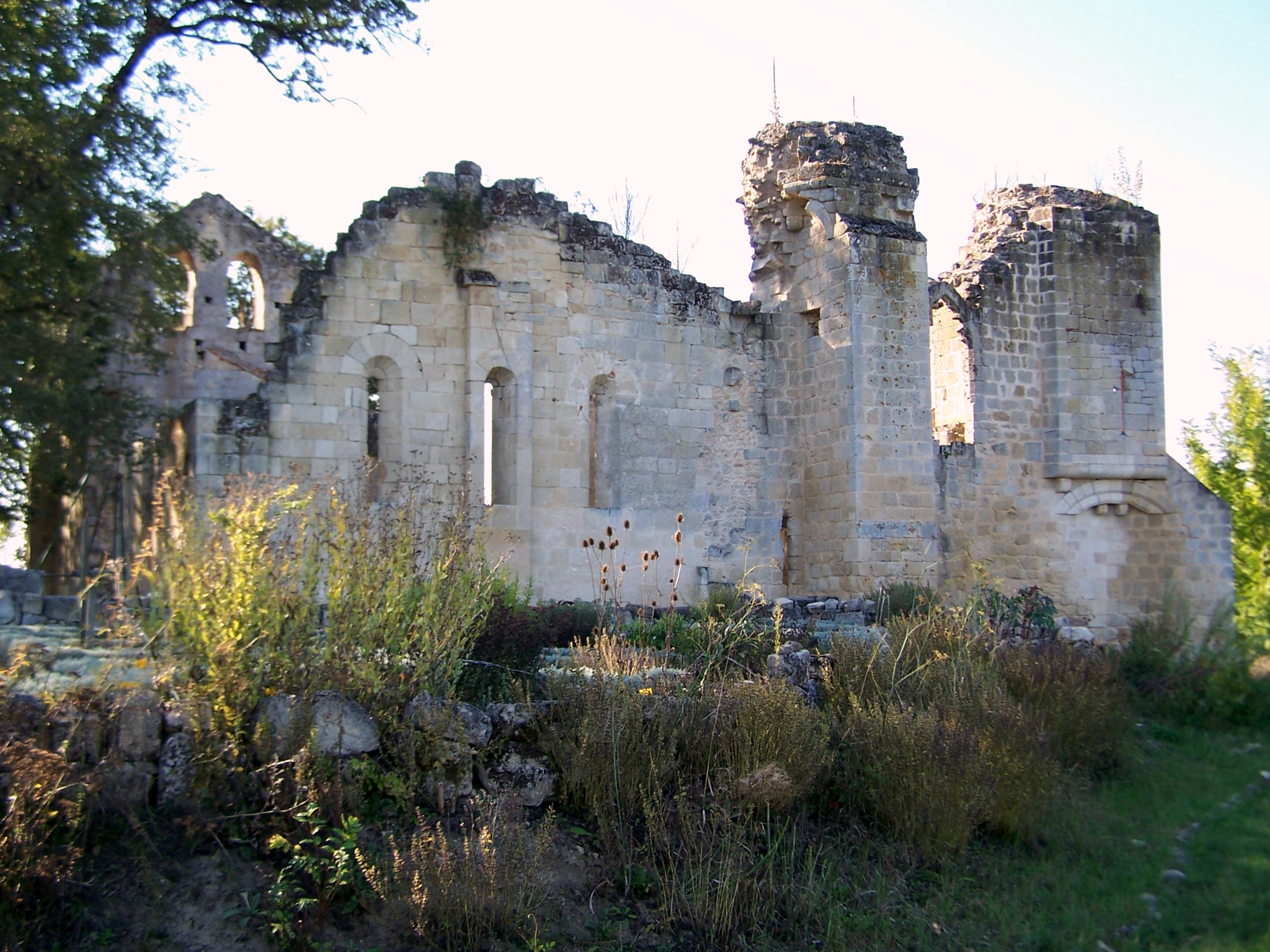
Fachada este
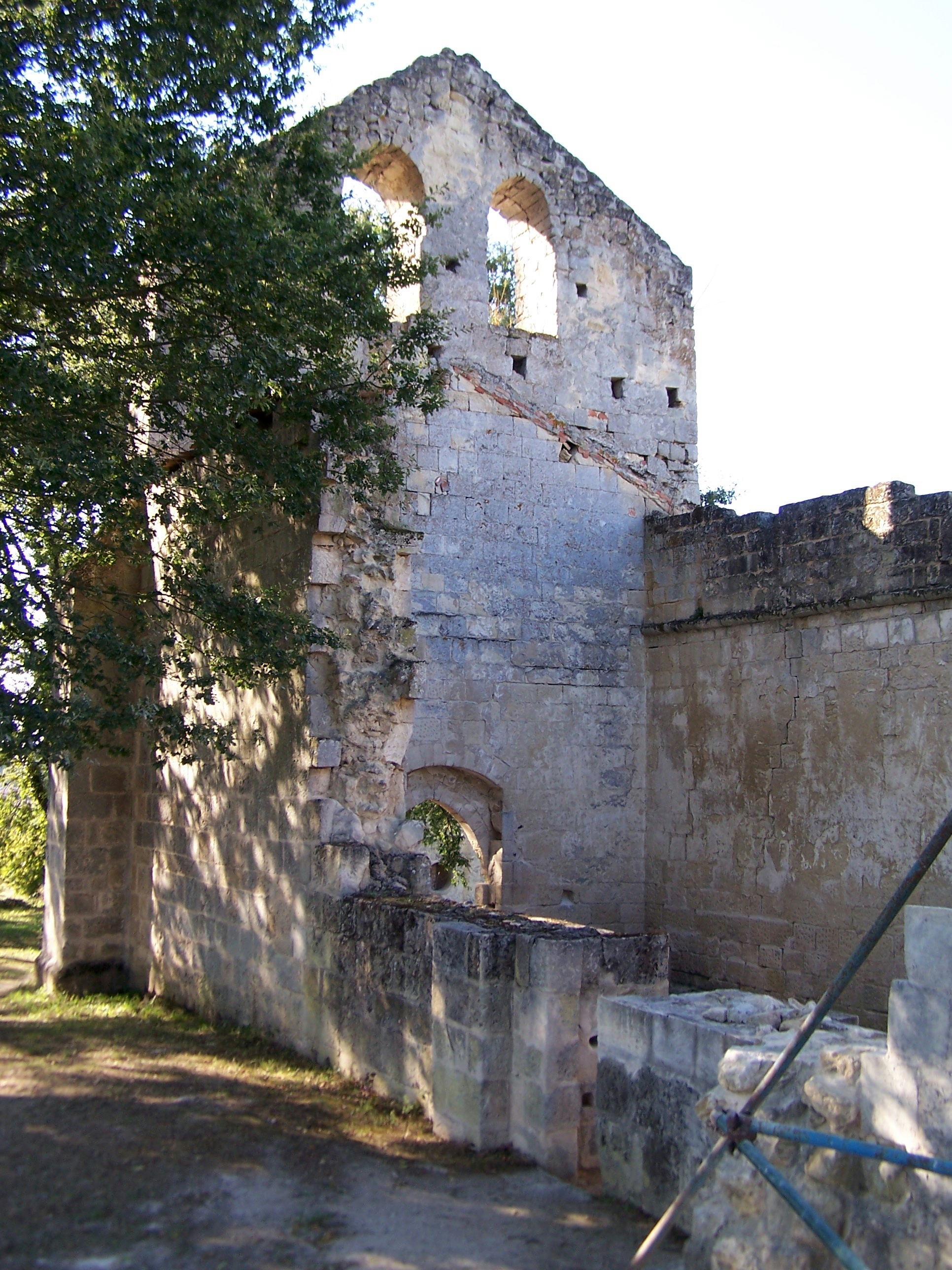
Fachada sur
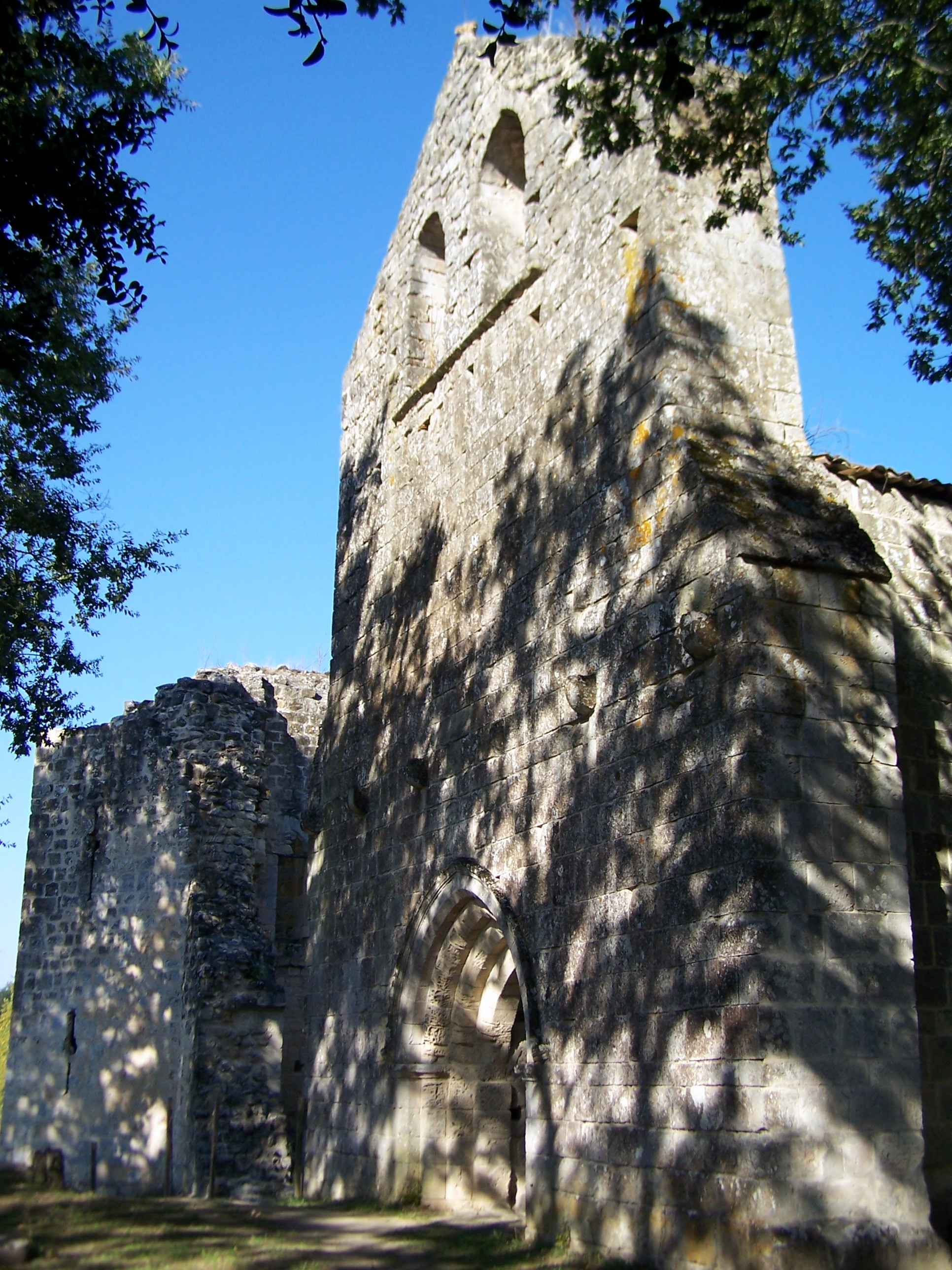
Fachada oeste
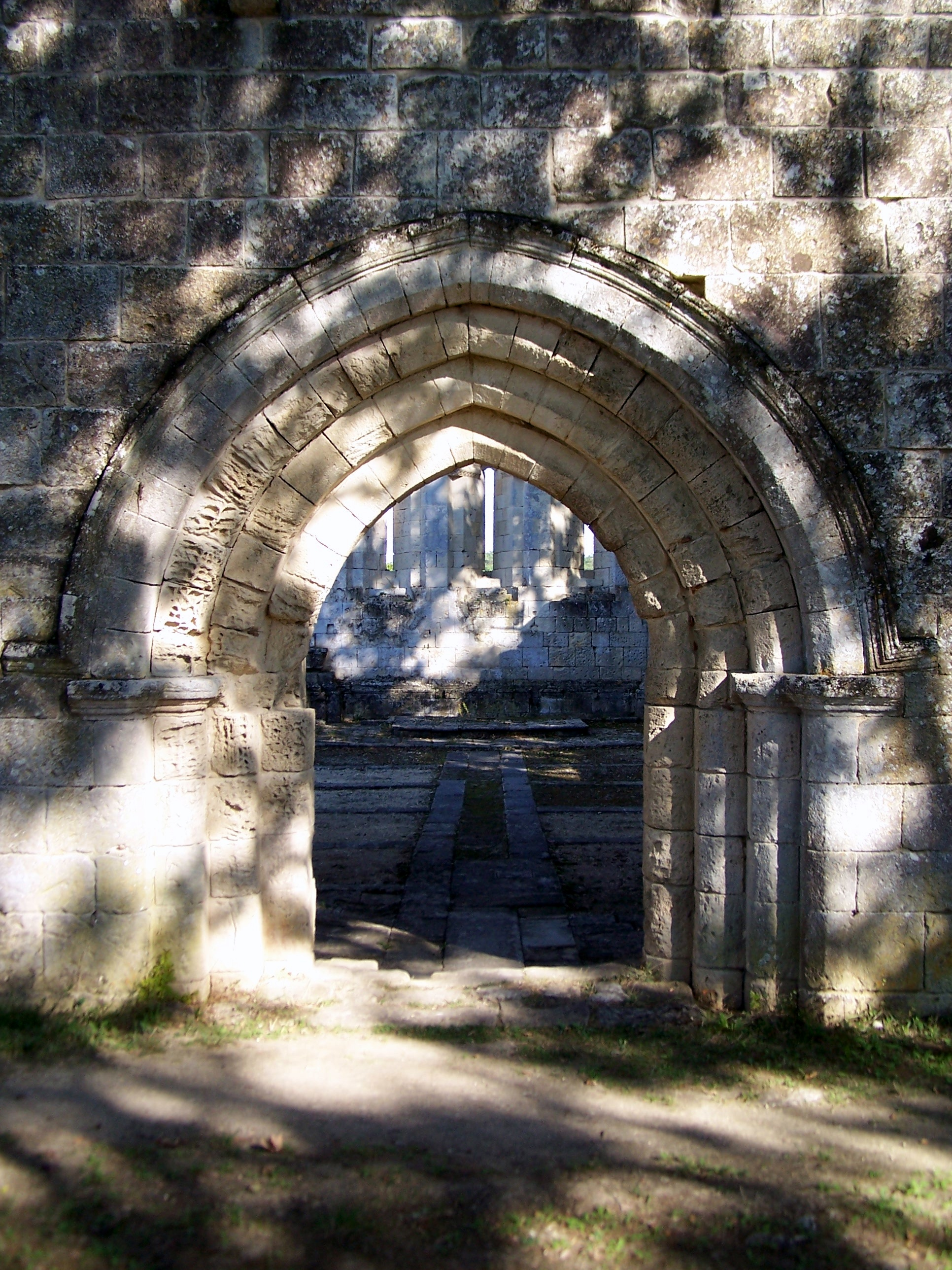
La portada del oeste